# Mark Kelly (músic)
Mark Colbert Kelly (nascut el 9 d'abril del 1961 a Dublín) és un teclista irlandès i membre del grup de rock neoprogressiu Marillion. Va créixer a Irlanda fins que va marxar amb els seus pares a Anglaterra al 1969.
Kelly estudiava electrònica mentre tocava amb Chemical Alice, amb qui va treure l'EP Curiouser and Curiouser al 1981. Va ser convidat a formar part de Marillion després que Chemical Alice obrís un concert de la banda, reemplçant a l'anterior teclista Brian Jelliman. El seu primer concert amb Marillion va ser al Great Northern de Cambridge l'1 de decembre del 1981. Ha aparegut en cadascun dels àlbums de Marillion. Kelly també apareix a l'àlbum Under the Red and White Skyde de John Wesley del 1994 i a l'àlbum Myth of Independence de Jump del 1995 com a productor i teclista.
Kelly va substituir al teclista de Travis al festival Festival de l'Illa de Wight a l'edició del 2005 (del 10 al 12 de juny de 2005), i al "T in the park" al 2005. També ha tocat els teclats a l'àlbum In The Last Waking Moments... d'Edison's Children (on participa el seu company a Marillion Pete Trewavas i Eric Blackwood), del 2011.
Kelly apareix acreditat com a intentor del crowdfunding online per a finançar l'enregistrament de l'àlbum Anoraknophobia de Marillion al 2001, seguit de la gira del 1997 per als Estats Units finançada pels fans, i com a pioner d'altres moltes idees copiades per altes artistes dins del món de la música. Kelly va ser el Co-CEO de la Featured Artists Coalition, una organització que vetlla pels interessos dels músic a l'era digital. Des del 2009, Kelly també ha estat escollit com a director de la Phonographic Performance Limited.
Al 2016, va ser escollit com a teclista convidat a l'àlbum The Source d'Ayreon, del 2017.
Al 2020 anuncia Marathon, un projecte en solitari on també l'acompanyen altres membres de Marillion.